# Chiến dịch Syria-Liban
Chiến dịch Syria-Liban, còn được gọi với tên Chiến dịch Exporter, là một cuộc xâm chiếm của Anh quốc vào Syria và Liban đang nằm trong tay chính phủ Vichy Pháp trong khoảng thời gian tháng 6 và tháng 7 năm 1941, trong Thế chiến II. Trước đó vào tháng 9 năm 1936, Pháp đã trao quyền tự quản cho Syria trong khi vẫn được phép đóng quân và sử dụng hai sân bay tại vùng lãnh thổ này.
Ngày 1 tháng 4 năm 1941, cuộc đảo chính Iraq 1941 diễn ra và Iraq nằm dưới quyền kiểm soát của những người dân tộc chủ nghĩa dẫn đầu là Rashid Ali, người sau đó đã yêu cầu sự hỗ trợ từ Đức. Chiến tranh Anh-Iraq (2–31 tháng 5 năm 1941) diễn ra sau đó đã lật đổ chính phủ của Ali và thiết lập nên chính phủ bù nhìn của Anh quốc. Kế đến nước Anh đã xâm chiếm Syria và Liban vào tháng 6 nằm ngăn chặn Phát xít Đức sử dụng lãnh thổ Cộng hòa Syria và Đại Liban thuộc Pháp Vichy làm bàn đạp tấn công Vương quốc Ai Cập, sau những chiến thắng liên tiếp của Đức tại Trận Hi Lạp (6–30 tháng 4 năm 1941) và Trận Crete (20 tháng 5 – 1 tháng 6). Trong Chiến dịch Sa mạc Tây (1940–1943) ở Bắc Phi, người Anh đang chuẩn bị thực hiện Chiến dịch Battleaxe nhằm giải tỏa cho trận Bao vây Tobruk và Chiến dịch Đông Phi đang diễn ra (10 tháng 6 năm 1940 – 27 tháng 11 năm 1941) ở Ethiopia và Eritrea.